# 이사균
이사균(李思鈞, 1471년 10월 14일 ~ 1536년 8월 5일)은 조선 중기의 문신으로, 본관은 경주(慶州), 자는 중경(重卿), 호는 눌헌(訥軒)이다. 이희(李暿)의 증손이다.

## 생애
1492년(성종 23) 진사시(進士試)에 제2등으로 합격했으며, 1498년(연산군 4) 식년 문과에 급제했다.
1503년(연산군 9) 부수찬(副修撰)이 되었으나, 이듬해 폐비 윤씨(廢妃 尹氏)의 추숭이 지나치다고 의논한 일로 인해 연산군(燕山君)의 노여움을 사서 장형에 처해진 뒤 보은(報恩)에 부처되었다가 동년에 곤양(昆陽)으로 옮겨졌다.
1506년(중종 원년) 중종반정으로 중종(中宗)이 즉위하자 소환되고 부수찬으로 복직되었으며, 1510년(중종 5) 4월 삼포왜란이 발발하자 사성(司成) 겸 지제교(知製敎)로서 좌의정(左議政) 류순정(柳順汀)을 따라서 이를 진압했다.
8월 동부승지(同副承旨)에 제수되면서 당상관의 반열에 올랐으며, 이후 좌승지(左承旨), 첨지중추부사(僉知中樞府事), 판결사(判決事) 등을 거쳐 1513년(중종 8) 도승지(都承旨)가 되었다.
이듬해 1월 대간의 거듭된 상소로 인해 체직되어 다시 첨지중추부사가 되었다가 4월 강원도관찰사(江原道觀察使)로 나갔는데, 또 그 이듬해 계조모(繼祖母)의 상을 당해 관직을 그만두었다.
상을 마친 후인 1517년(중종 12) 3월 공조참판(工曹參判)에 제수되었다가 4월 형조참판(刑曺參判)으로 옮겼으며, 10월 좌참찬(左參贊) 이계맹(李繼孟)과 함께 왕비책봉주청사(王妃冊封奏請使)로서 표문(表文)을 받들고 연경(燕京)에 갔다가 이듬해 4월에 돌아왔다.
동년에 전주부윤(全州府尹)으로 나갔다가 또 그 이듬해 8도의 감사들이 부윤을 겸직하게 되면서 상호군(上護軍)으로 체직되었는데, 중앙으로 돌아오기 전에 부제학(副提學)에 제수되었으나, 중종에게 조광조(趙光祖)를 처벌해서는 안 된다고 여러 차례 아뢴 일로 인해 공조참판으로 좌천되었다.
1520년(중종 15) 함경도관찰사(咸鏡道觀察使)로 나갔다가 1522년(중종 17) 봄 동지중추부사로 소환되었으며, 10월 진하사(進賀使)로서 표문을 받들고 연경에 갔다가 황태후의 책봉을 하례하고 이듬해 4월에 돌아왔다.
동년 8월 전라도관찰사(全羅道觀察使)로 나갔다가 1524년(중종 19) 가을 동지중추부사로 소환되었으며, 11월 형조참판, 1525년(중종 20) 7월 이조참판(吏曹參判), 9월 동지중추부사, 겨울 지중추부사(知中樞府事) 겸 부총관(副摠管), 1526년(중종 21) 형조참판을 거쳐 1529년(중종 24) 8월 특지(特旨)로 판윤(判尹)에 제수되었으나, 9월 사간원(司諫院)의 청으로 체직되었다.
11월 충청도관찰사(忠淸道觀察使)로 나갔으며, 이듬해 1월 파직된 조윤손(曺閏孫)을 대신해 평안도병마절도사(平安道兵馬節度使)로 옮겼다가 또 그 이듬해 판윤 겸 도총관(都摠管)으로 소환되었다.
1532년(중종 27) 이조판서(吏曹判書)에 제수되었다가 이듬해 6월 병조판서(兵曹判書), 8월 호조판서(戶曹判書)로 옮겼는데, 병조판서와 호조판서가 된 것은 모두 중종의 특명에 따른 것이었다.
1534년(중종 29) 지중추부사 겸 지의금부사(知義禁府事), 이듬해 1월 호조판서를 거쳐 6월 경상도관찰사(慶尙道觀察使)로 나갔다가 또 그 이듬해 6월 판윤으로 소환되었으나, 돌아오는 도중에 앓기 시작한 종기가 위독해지자 지중추부사로 체직되었다가 8월에 졸했다. 향년 66세.
시호는 문강(文剛)이다.

## 평가
『중종실록』의 사관은 이사균을 그의 졸기에서 이렇게 평했다.
| “ | 이사균은 기상이 항장(骯髒)하고 문무의 재주를 겸해 대장부의 지기(志槪)가 있었으며, 자질구레하고 번거로운 것을 즐거워하지 않았다. 당시의 권세에 굽히지 않았으므로, 당도자(當道者)가 그를 미워했다. | ” |

## 가족 관계
- 증조 - 이희(李暿) : 경상도도관찰출척사(慶尙道都觀察黜陟使) 
  - 조부 - 이계번(李繼藩)[1] : 충좌위중부장(忠佐衛中部將), 천안군수, 증(贈) 병조참판(兵曹參判)
    - 아버지 - 이식(李埴, ? ~ 1494년)[1] : 평양부판관(平壤府判官), 증 이조판서(吏曹判書)
    - 어머니 - 부평도호부사(富平都護府使) 김숙(金潚)의 딸[1]
      - 동생 - 이사권(李思權)[6] : 여산군수(礪山郡守)
      - 동생 - 이사칭(李思稱)[6]
      - 부인 - 인동현감(仁同縣監) 황근창(黃謹昌)의 딸[1]
        - 양자 - 이정(李侹)[1] : 동생 이사권의 3남[7]
        - 사위 - 최륜(崔崙)[1] : 결성현감(結城縣監)